# アーティカ・ビント・ザイド・アダウィーヤ
アーティカ・ビント・ザイド・アダウィーヤ（ʿĀtika bt. Zayd al-Adawiyya）は、7世紀アラビアの女性。イスラームの創唱者である預言者ムハンマドのサハーバに数えられる女性のひとりである。第2代正統カリフのウマル・イブン・ハッターブの妻のひとりでもある。生涯に5回の結婚をした。そのうち3回の婚姻相手は殉教した。

## 情報源
アディー部族のザイド・イブン・アムルの娘、アーティカの生涯については、イブン・サアドの著作 Kitāb al-Ṭabaqāt al-Kabīr の第8巻（9世紀）や、イブン・イスハークの『預言者伝』（8世紀）の記述が主な情報源である。伝記としては、イブン・ハジャル・アスカラーニーの al-Iṣāba fī Tamyīz al-Ṣahāba における記述が知られている。

## 前半生
メッカのクライシュ族に属すアディー氏族（バヌー・アディー）のザイド・イブン・アムルの娘として生まれた:186。母はハドラミー部族のウンム・クルズ・サフィーヤである:186。兄弟にサイード・イブン・ザイドがいる:296。父のザイド・イブン・アムルは605年に殺された:102–103。預言者ムハンマドが神の使徒としての自覚を深め、布教を始めた610年:281時点でアーティカはまだ子どもであったようである。兄のサイードは最初期の改宗者である:116:299。アーティカも同様に早い時期に改宗した:186。

## 1回目の結婚
最初の結婚相手は、父方イトコのザイド・イブン・ハッターブである。彼はアーティカより20歳以上、年上であり、ムスリムであった:294。彼が622年にメッカ移住（聖遷、ヒジュラ）した際には、アーティカを伴っていたものと推測される:186。ザイドとアーティカの婚姻が離婚に終わった記録はない。しかしザイドは632年のヤマーマの戦いで戦死し、このときにアーティカはすでに再婚していることから、離婚したことは明らかである。

## 2回目の結婚
アーティカの2番目の夫はアブドゥッラー・イブン・アビー・バクルである:186:101。アブドゥッラーはアーティカの言いなりになり、二人きりで時間を過ごすためにジハードへの参戦を怠り、アブー・バクルが罰としてアブドゥッラーにアーティカと離婚するように命じたと言われている。しかしバラーズリーが伝える別の一説では、アーティカが妊娠しなかったのでアブー・バクルが離婚を命じたとも言われている:267。
アブドゥッラーは父に言われたとおり離婚を宣言したが悲しみに沈み、あなたには何の落ち度もないという意味の一節を含む詩を、アーティカに書き送った。最終的に、アブドゥッラーはアーティカの待婚期間が明ける前に離婚宣言を撤回することを許された:87。
預言者ムハンマドの死（632年）に際して、アーティカは一編の悼詩を詠んだ。
アブドゥッラー・イブン・アビー・バクルは、自身の死後、アーティカが再婚しないということを条件に、多くの財産を彼女に分与した:186:267。そして633年1月マディーナにて、タアイフの戦いで受けた傷がもとで死んだ:76。アーティカはアブドゥッラーに悼詩を詠んだ。
その後、アーティカに求婚する男が何人かいたが、数か月間はそれを断り続けた:186。

## 3回目の結婚
父方イトコのウマル・イブン・ハッターブ（のちの第2代正統カリフ）はアーティカに、再婚の権利を放棄し、「神が許したものを自ら否定する」のは間違いだと言った:187。
ウマルがカリフに就任したあとのことである:70。アーティカが操を守る誓いを破ったことを知ったアーイシャ・ビント・アビー・バクル（アブドゥッラー・イブン・アビー・バクルの妹）は、アーティカがアブドゥッラーに捧げた悼詩を本歌取りした手紙を送り、財産を返せと訴えた:267–268。アリー・イブン・アビー・ターリブもこれに同調したところ、ウマルはアーティカに土地は返すように言った:187:268。ウマルは返した土地と同等の金銭をアーティカに分与し、彼女はその中から誓いを破った罪滅ぼしのために喜捨（サダカ）を行った:267。
ウマル・イブン・ハッターブとの婚姻により、アーティカはイヤードと名付けられた息子を生んだ:204。
アーティカはいつも、金曜礼拝に参列することの許可をウマルに求めた。妻たちが家にいることを好むウマルは沈黙による不同意を表現した。アーティカは許可を求めることをやめるつもりはなく、たとえ夫が特別に、金曜礼拝への参列を禁止したとしてもモスクに行くつもりだとウマルに言った。マーリク・イブン・アナスの解釈によれば、ウマルが沈黙せざるを得なかったのは、預言者ムハンマドが許可したことを禁止できなかったからであろう:188–189。
644年11月にウマルが暗殺されたとき、アーティカはモスクにいた:285。アーティカはウマルに捧げる悼詩を詠んだ。

## 4回目の結婚
ウマルの死後、アーティカはズバイル・イブン・アウワームと再婚した:101。アーティカは、夫が妻を殴らないこと、妻が行きたいときはいつでもモスクに行く許可をすること、夫が妻の「どんな権利」も奪わないことを条件に、婚姻契約を結んだ:88。
656年12月、ズバイルはラクダの戦いで殺害される:83–86。アーティカはズバイルに悼詩を捧げた。
この頃から、「殉教者（シャヒード）になりたければ、アーティカ・ビント・ザイドと結婚しろ」と陰口がささやかれ始めた:89。
その後、4代目のカリフに就任したアリー・イブン・アビー・ターリブがアーティカに求婚したところ、彼女は「あなたに死んでほしくはありません」と言って断った:268。

## 5回目の結婚
アーティカの生涯で最後となる結婚は、自分より20歳以上若い、アリーの息子、フサインを夫とするものであった:89:268。フサインもまた、680年10月にカルバラーで殺され、殉教者とされるが、アーティカはそれよりも前の672年、ウマイヤ朝のカリフ・ムアーウィヤ1世の時期に亡くなっている。